# Crédence

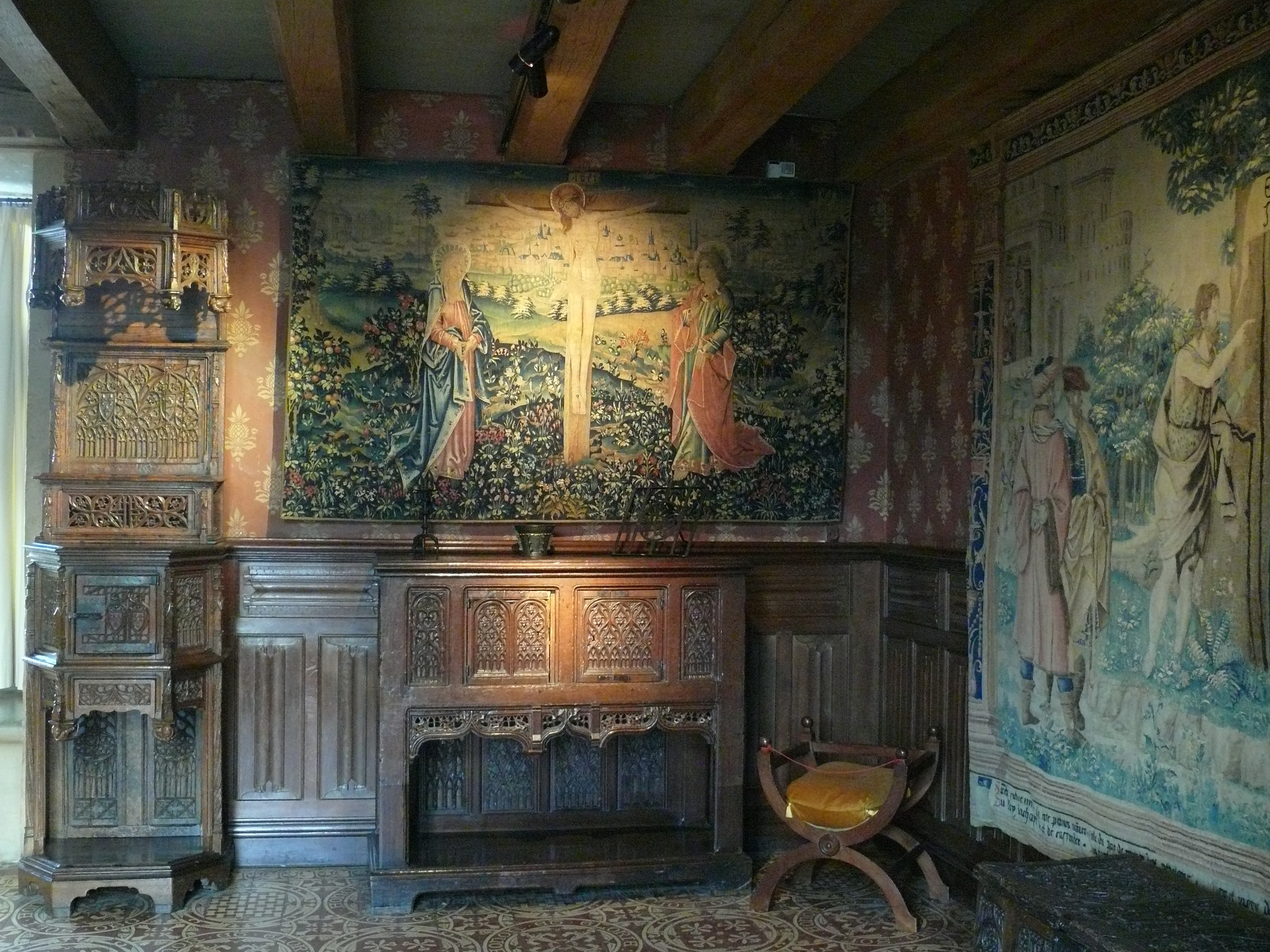
Crédence dans la « chambre de parement » du château de Langeais.

La crédence (de l'italien credenza, « croyance ») est un meuble, ou partie de buffet, où l'on range et expose la vaisselle, les plats précieux et les objets servant pendant le repas.
De nos jours, ce terme désigne également, dans une cuisine, la partie du mur située entre le plan de travail et les meubles hauts, aussi appelée dosseret. Généralement recouverte de faïence ou d'inox, elle permet de protéger la paroi des éclaboussures d'eau à l'arrière de l'évier et de graisse à l'arrière de la plaque de cuisson.
Le terme désigne également une table où l’on pose les objets nécessaires au culte dans la religion catholique.

## Présentation

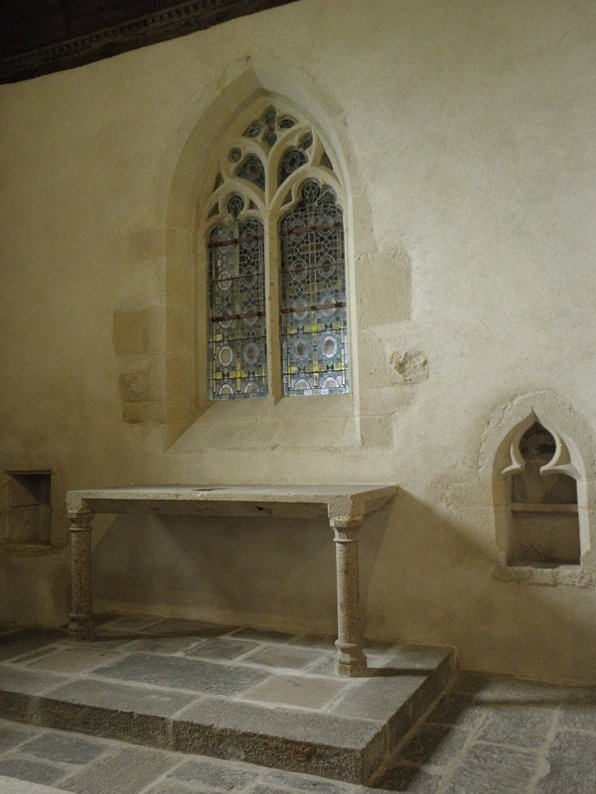
Crédence lavabo à droite et crédence tabernacle à gauche de l'autel de la vieille église de Saint-Lunaire.

### Buffet
Il fait partie du mobilier médiéval du XIVe siècle et est issu du coffre qui est monté sur pieds (il devient ainsi moins transportable, ce qui annonce la Renaissance) et relevé à hauteur d'homme, et dont les portes sont placées en façade, par souci d'ergonomie. Installé dans la salle à manger, il s'agissait à l'origine d'une armoire basse que l'on dressait et que l'on recouvrait d'une nappe, au moment des repas, auprès de la table à manger dans les maisons princières. Elle servait aux officiers de bouche à faire des essais.
On donna d'abord le nom de crédence aux languiers servant aux essais (c'est de cette pratique que vient l'expression, attestée au XVe siècle, « faire crédence », c'est-à-dire « goûter les aliments ou les boissons avant de les servir »).
Après le test, on présentait le plat « à couvert » (sous une serviette ou un couvercle), sur le plateau de ce meuble ; cette façon de faire a donné naissance à l’expression « mettre le couvert ».

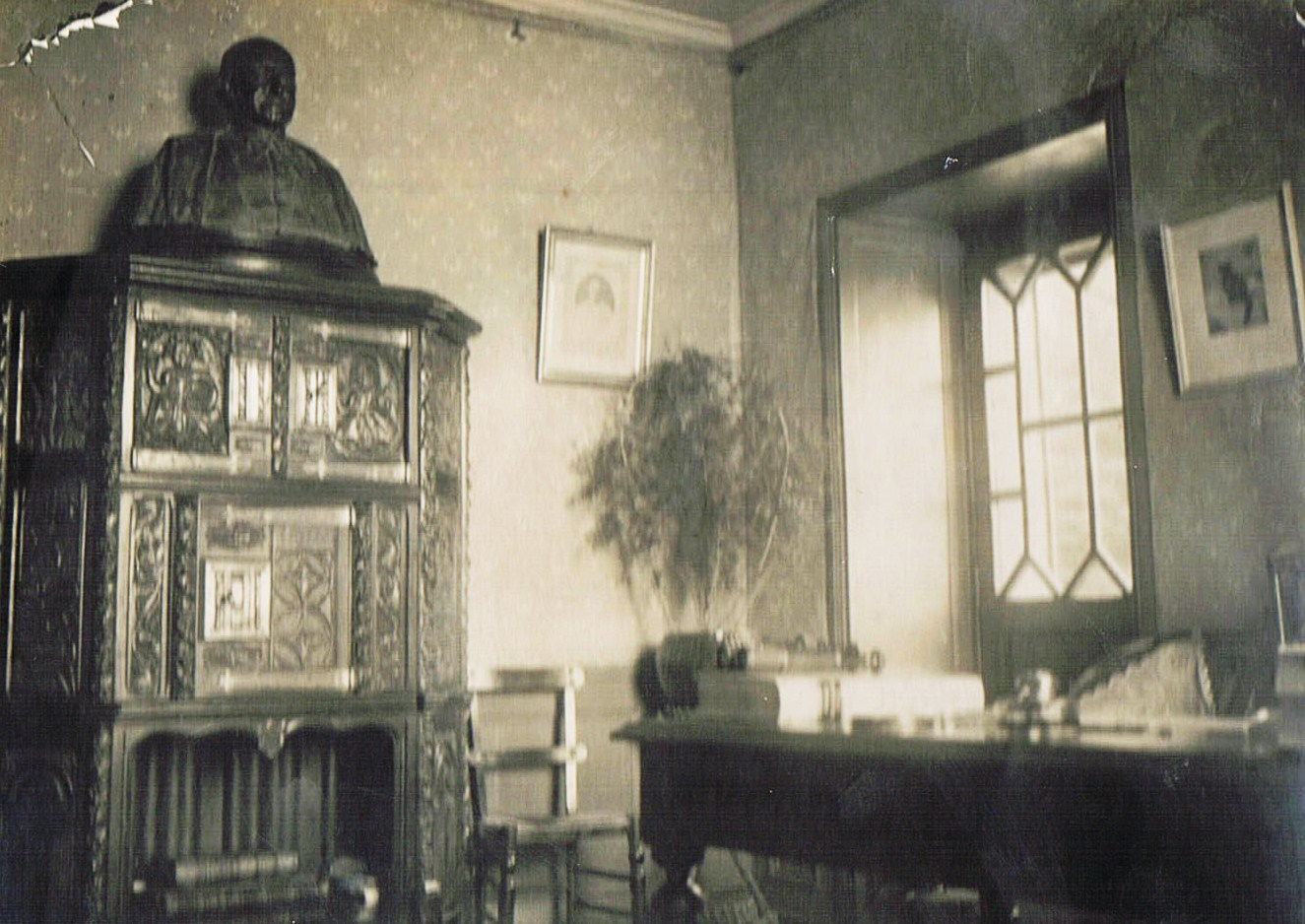
Une crédence bretonne (Jan Guillou), dans le bureau de l'académicien Louis Duchesne.

De meuble utilitaire, la crédence est devenue un meuble d'apparat servant à présenter la vaisselle massive ; elle donne notamment son nom aux buffets vers la fin du XVIe siècle. Elle est alors éloignée de la table et appuyée sur le mur, sa surface est étagée de degrés destinés à recevoir les pièces de la vaisselle. Souvent, un dais ajouré orne alors ce nouveau meuble typique de la Renaissance, le dressoir. La crédence est ainsi l'ancêtre des vaisseliers et buffets modernes.
Aux XVIIe et XVIIIe siècles, le nom est resté dans des séminaires, à la salle pour les provisions de bouche.
En ébénisterie, la crédence désigne plus particulièrement, par métonymie, le second corps d'un buffet, plus ou moins sculpté, placé au-dessus du buffet proprement dit (le corps inférieur) et dont les étagères permettent l'exposition de pièces de vaisselle.

### Liturgie
Dans les églises, les crédences sont les tablettes ou consoles, souvent placées dans des niches près de l'autel, où l'on dépose les burettes, le manuterge, le bassin (crédence-lavabo en niche avec un bassin circulaire et un trou d'évacuation percé sur toute la profondeur de la pierre) et, dans certains cas, la mitre du prélat officiant. On désigne encore sous ce nom un petit coffret mouluré et sculpté monté sur quatre ou six pieds.